# Linea Changping
La linea Changping (北京地铁昌平线S, Běijīng dìtiě Chāngpíng xiànP) è una linea attiva della metropolitana di Pechino.
Inaugurata il 30 dicembre 2010, e gestita dalla Beijing Mass Transit Railway Operation Corporation Limited, la linea è composta da 20 stazioni e si snoda lungo un percorso di circa 43 km, dalla stazione di Changping Xishankou fino alla stazione di Jimenqiao. La linea collega i distretti di Changping e Haidian. Per effettuare l'intera tratta è necessaria circa 1 ora e 10 minuti. La linea Changping è rappresentata sulle mappe con il colore rosa.

## Storia

### Fase I
Nel gennaio 2009 viene approvato il progetto generale della linea Changping. Il 2 aprile successivo sono iniziati i lavori di realizzazione della linea.
Il 25 maggio 2010, la Commissione per la pianificazione urbana di Pechino ha pubblicato la proposta preliminare dei nomi delle stazioni per la prima e la seconda fase della linea Changping, confermando quelli della prima fase nel luglio successivo. In seguito, il 30 dicembre 2010, è stata inaugurata e resa operativa al pubblico la prima fase della linea Changping (da Xi'erqi a Nanshao).

### Fase II
Il 18 dicembre 2012 iniziarono ufficialmente i lavori su tutta la tratta prevista nella seconda fase di espansione della linea Changping. Gli scavi meccanizzati furono avviati il 12 maggio 2014.
Il 10 luglio 2015, la Commissione per la pianificazione urbana di Pechino pubblicò la prima proposta di denominazione delle nuove stazioni, ufficializzandoli il 19 agosto successivo. Il 20 settembre iniziarono le corse di prova sulla nuova sezione, durate circa tre mesi. Infine, il 26 dicembre 2015, venne inaugurata la seconda fase della linea Changping, nel tratto tra Nanshao e Changping Xishankou.

### Estensione sud
Nel settembre 2015, la Commissione nazionale per lo sviluppo e la riforma ha approvato il progetto di estensione sud della linea Changping, nella tratta tra Xi'erqi e Jimenqiao.
Il 15 giugno 2016, è stato pubblicato il rapporto sull’impatto ambientale relativo al tratto interessato dall'estensione. A dicembre dello stesso anno, la Commissione municipale per lo sviluppo e la riforma di Pechino ha approvato lo studio di fattibilità del progetto per il medesimo tratto.
Il 1º settembre 2017, il rapporto ambientale è stato approvato ufficialmente anche dall’Ufficio per la protezione ambientale di Pechino.
L'estensione sud della linea Changping è stata inaugurata in diverse fasi: il 31 dicembre 2021, la linea è stata prolungata da Xi'erqi alla stazione ferroviaria di Qinghe; circa un anno dopo, il 4 febbraio 2023, è stato aperto al pubblico il tratto tra la stazione ferroviaria di Qinghe e Xitucheng, per poi infine inaugurare, il 15 dicembre 2024, le stazioni nel tratto tra Xitucheng e Jimenqiao e la stazione di Zhufangbei.

### Cronologia delle aperture
| Segmento                      | Inaugurazione    | Lunghezza           | Stazioni | Nome sezione   |
| ----------------------------- | ---------------- | ------------------- | -------- | -------------- |
| Nanshao — Xi'erqi             | 30 dicembre 2010 | 21,3 km             | 7        | Fase I         |
| Changping Xishankou — Nanshao | 26 dicembre 2015 | 10,6 km             | 5        | Fase II        |
| Xi'erqi — Qinghe              | 31 dicembre 2021 | 1,5 km              | 1        | Estensione sud |
| Qinghe — Xitucheng            | 4 febbraio 2023  | 9,7 km              | 5        | Estensione sud |
| Xitucheng — Jimenqiao         | 15 dicembre 2024 | 0,7 km              | 1        | Estensione sud |
| Zhufangbei                    | 15 dicembre 2024 | Stazione intermedia | 1        | Estensione sud |

## Servizio

### Tratta
La linea Changping si sviluppa lungo un asse prevalentemente nord-sud, collegando i sobborghi settentrionali con le aree urbane più centrali della capitale. Il tracciato parte dalla stazione di Changping Xishankou, situata nel cuore del distretto montano e residenziale di Changping, noto per le sue zone verdi e la vicinanza alle Tombe Ming, patrimonio UNESCO.
Attraversando il distretto, la linea serve importanti zone in via di urbanizzazione come Changping Dongguan, Changping e Nanshao, offrendo un collegamento fondamentale per i pendolari diretti verso il centro città. Dopo aver toccato la stazione di Xi’erqi, nodo cruciale per l’interscambio con la linea 13 e con importanti parchi tecnologici e campus universitari nelle vicinanze, la linea prosegue nel distretto di Haidian, cuore dell’industria high-tech di Pechino.
Successivamente, la linea si interseca con la linea 8 a Zhuxinzhuang, offrendo un’importante connessione con il resto della rete metropolitana. La parte più recente del tracciato, inaugurata tra il 2021 e il 2024, prosegue verso sud-est attraversando aree residenziali in espansione come Shahe e Qinghe Xiaoyingqiao, fino a congiungersi con la linea 12 alla stazione di Jimenqiao, nel distretto di Xicheng, avvicinandosi così al centro storico della capitale.
La linea serve non solo aree suburbane in rapida trasformazione, ma anche poli universitari, tecnologici e amministrativi, svolgendo un ruolo strategico nell’integrazione tra le zone periferiche e il nucleo urbano di Pechino.
La linea consente interscambi con quattro linee della metropolitana (8, 10, 12, 13 e 15), oltre al collegamento con la rete ferroviaria nazionale e alla rete suburbana a servizio della città di Pechino. È attualmente in costruzione una diramazione della linea 19, che prevederà un interscambio anche con la linea Changping.

### Tariffazione
La tariffazione parte da un prezzo di ¥3 a seconda della distanza di viaggio totale da percorrere, fino a un massimo di ¥7 (circa 0,80 €) per percorrere tutta la linea Changping. Se si effettuano interscambi con altre linee il prezzo può aumentare fino a un massimo di ¥10 (circa 1 €) in base alla distanza percorsa.

## Percorso e stazioni

### Percorso
| Unknown route-map component "uKDSTCCa" |

| Transverse water | Unknown route-map component "utKRZW" | Transverse water |

| Urban tunnel station on track |

| Transverse water | Unknown route-map component "utKRZW" | Transverse water |

| Urban tunnel station on track |

| Unknown route-map component "CONTgq" | Unknown route-map component "umtKRZ" | Unknown route-map component "CONTfq" |

| Urban tunnel station on track |

| Urban tunnel station on track |

| Transverse water | Unknown route-map component "utKRZW" | Transverse water |

| Urban tunnel station on track |

| Urban tunnel station on track |

| Transverse water | Unknown route-map component "utKRZW" | Transverse water |

| Unknown route-map component "uhtSTRe" |

| Unknown route-map component "uhBHF" |

| Unknown route-map component "uhBHF" |

| Transverse water | Unknown route-map component "uhKRZW" | Transverse water |

| Unknown route-map component "uhBHF" |

| Transverse water | Unknown route-map component "uhKRZW" | Transverse water |

|  |  | Unknown route-map component "uhABZg+l" | Unknown route-map component "uhSTReq" | Unknown route-map component "uKDSTeq" |

|  | Unknown route-map component "uhKRWgl" | Unknown route-map component "uhKRW+r" |

|  | Unknown route-map component "uhXBHF-L" | Unknown route-map component "uhXBHF-R" |

|  | Unknown route-map component "uhSTR" | Unknown route-map component "uhCONTf" |

| Unknown route-map component "uhBHF" |

|  |  |  | Unknown route-map component "uhSTR" | Unknown route-map component "utSTR+l" | Unknown route-map component "uhtSTReq" | Unknown route-map component "uhCONTfq" |

|  |  | Unknown route-map component "CONTgq" | Unknown route-map component "umhKRZ" | Unknown route-map component "umtKRZ" | Unknown route-map component "eABZq+l" | Unknown route-map component "CONTfq" |

|  | Unknown route-map component "CONTgq" | Unknown route-map component "umhKRZ" | Unknown route-map component "umtKRZ" | Unknown route-map component "xABZg+r" |

|  |  | Unknown route-map component "uhSTR" | Unknown route-map component "utSTRe" | Straight track |

|  |  | Unknown route-map component "uhBHF" + Unknown route-map component "HUBaq" | Urban station on track + Unknown route-map component "HUBeq" | Straight track |

|  |  | Unknown route-map component "uhtSTRa" + Unknown route-map component "uSTRc2" | Unknown route-map component "uSTR3" + Unknown route-map component "STRc2" | Unknown route-map component "STR3" |

|  | Unknown route-map component "uSTRc2" | Unknown route-map component "utKRZ3+1" + Unknown route-map component "STRc2" | Unknown route-map component "STR3+1" + Unknown route-map component "uSTRc4" | Unknown route-map component "STRc4" |

| Unknown route-map component "uSTRc2" | Unknown route-map component "uSTR3+1" + Unknown route-map component "STRc2" | Unknown route-map component "umtKRZ3+1" + Unknown route-map component "uSTRc4" | Unknown route-map component "STRc4" |  |

| Unknown route-map component "uSTR+1" | Unknown route-map component "STR+1" + Unknown route-map component "uSTRc4" | Urban tunnel straight track + Unknown route-map component "STRc4" |  |  |

| Urban station on track + Unknown route-map component "HUBaq" | Station on track + Unknown route-map component "HUBq" | Urban tunnel station on track + Unknown route-map component "HUBq" | Unknown route-map component "uextKBHFa" + Unknown route-map component "HUBeq" | Express railway |

| Unknown route-map component "uCONTf" | Straight track | Urban tunnel straight track | Unused urban tunnel straight track |  |

| Continuation forward | Urban tunnel straight track | Unused urban tunnel straight track |

| Unknown route-map component "uextSTR+l" | Unknown route-map component "uetKRZtu" | Unknown route-map component "uextSTRr" |

| Unused urban tunnel straight track | Urban tunnel station on track |  |

|  | Unused urban tunnel straight track | Urban tunnel straight track | Unknown route-map component "uextSTR+l" | Unknown route-map component "uextCONTfq" |

| Unused urban tunnel straight track | Unknown route-map component "utXBHF-L" + Unknown route-map component "HUBaq" | Unknown route-map component "uextXBHF-R" + Unknown route-map component "HUBeq" |

| Unknown route-map component "uextSTRl" | Unknown route-map component "uetKRZtu" | Unknown route-map component "uextABZg+r" |

|  | Urban tunnel straight track | Unknown route-map component "uextCONTf" |

| Transverse water | Unknown route-map component "utKRZW" | Transverse water |

| Urban tunnel station on track |

|  | Unknown route-map component "utCONTgq" | Unknown route-map component "utKRZtu" + Unknown route-map component "HUBc2" | Unknown route-map component "utBHFq" + Unknown route-map component "HUB3" | Unknown route-map component "utCONTfq" |

|  | Urban tunnel station on track + Unknown route-map component "HUB1" | Unknown route-map component "HUBc4" |

| Urban tunnel straight track |

| Urban tunnel station on track |

| Urban tunnel straight track |

|  | Unknown route-map component "utCONTgq" | Unknown route-map component "utKRZtu" + Unknown route-map component "HUBc2" | Unknown route-map component "utBHFq" + Unknown route-map component "HUB3" | Unknown route-map component "utCONTfq" |

|  | Urban tunnel end station, unused through track + Unknown route-map component "HUB1" | Unknown route-map component "HUBc4" |

|  | Urban tunnel station on track + Unknown route-map component "HUB2" | Unknown route-map component "HUBc3" |

|  | Unknown route-map component "utCONTgq" | Unknown route-map component "utKRZto" + Unknown route-map component "HUBc1" | Unknown route-map component "utBHFq" + Unknown route-map component "HUB4" | Unknown route-map component "utCONTfq" |

| Unused urban tunnel straight track |

| Unknown route-map component "uextCONTf" |

### Stazioni
|                     | Nome stazione                  | Nome in cinese, pinyin | Percorrenza (ore) | Distanza (km)        | Interscambi |
| ------------------- | ------------------------------ | ---------------------- | ----------------- | -------------------- | ----------- |
| Changping Xishankou | 昌平西山口 Chāngpíng xīshānkǒu | 0:00                   | 0,00              |                      |             |
| Tombe Ming          | 十三陵景区 Shísānlíng jǐngqū   | 0:03                   | 1,21              |                      |             |
| Changping           | 昌平 Chāngpíng                 | 0:08                   | 4,71              |                      |             |
| Changping Dongguan  | 昌平东关 Chāngpíng dōngguān    | 0:12                   | 7,15              |                      |             |
| Beishaowa           | 北邵洼 Běishàowā               | 0:15                   | 8,83              |                      |             |
| Nanshao             | 南邵 Nánshào                   | 0:18                   | 10,79             |                      |             |
| Shahe Univ. Park    | 沙河高教园 Shāhé gāojiàoyuán   | 0:25                   | 16,15             |                      |             |
| Shahe               | 沙河 Shāhé                     | 0:28                   | 18,11             |                      |             |
| Gonghuacheng        | 巩华城 Gǒnghuáchéng            | 0:32                   | 20,14             |                      |             |
| Zhuxinzhuang        | 朱辛庄 Zhūxīnzhuāng            | 0:37                   | 23,94             |                      |             |
| Life Science Park   | 生命科学园 Shēngmìng kēxuéyuán | 0:41                   | 26,30             |                      |             |
| Xi'erqi             | 西二旗 Xī'èrqí                 | 0:48                   | 31,74             |                      |             |
| Qinghe              | 清河 Qīnghé                    | 0:51                   | 33,29             | Qinghe Huairou–Miyun |             |
| Zhufangbei          | 朱房北 Zhūfángběi              | 0:54                   | 34,94             |                      |             |
| Qinghe Xiaoyingqiao | 清河小营 Qīnghé xiǎoyíngqiáo   | 0:57                   | 36,10             |                      |             |
| Xuezhiyuan          | 学知园 Xuézhīyuán              | 1:01                   | 38,46             |                      |             |
| Liudaokou           | 六道口 Liùdàokǒu               | 1:04                   | 40,15             |                      |             |
| Xueyuanqiao         | 学院 Xuéyuànqiáo               | 1:07                   | 41,46             |                      |             |
| Xitucheng           | 西土城 Xītǔchéng               | 1:10                   | 42,94             |                      |             |
| Jimenqiao           | 蓟门桥 Jìménqiáo               | 1:12                   | 43,75             |                      |             |

## Materiale rotabile
| Modello       | Immagine | Produttore                                                 | Anno      | In servizio | Numeri        | Deposito                                |
| ------------- | -------- | ---------------------------------------------------------- | --------- | ----------- | ------------- | --------------------------------------- |
| SFM13         |          | CRRC Qingdao Sifang                                        | 2009 2019 | 30          | CP 001–CP 032 | Shisanling Jingqu (Tombe Ming) Dingsilu |
| SFM93 e BDK07 |          | CRRC Qingdao Sifang Beijing Subway Rolling Stock Equipment | 2021      | 36          | CP 033–CP 068 | Shisanling Jingqu (Tombe Ming) Dingsilu |